# Antoine Spinelli
Pour les articles homonymes, voir Spinelli.
Antonio Spinelli, né en 1726 à Nice (alors dans le comté de Nice du royaume de Sardaigne) et mort en 1819 à Nice (province de Nice du même royaume), est un architecte religieux et militaire.

## Biographie
Son père, Anselme Spinelli, est originaire de Muggio dans le Tessin et a émigré à Nice au début du XVIIIe siècle.
Il a participé à la construction de nombreux édifices de style néoclassique et de style baroque. On lui doit plusieurs églises et chapelles du comté de Nice, notamment les chapelles des pénitents blancs (chapelle Sainte-Croix de Nice) et bleus (chapelle du Saint-Sépulcre de Nice), l'église Notre-Dame-de-l'Assomption d'Èze, l'église Saint-Étienne de Saint-Étienne-de-Tinée et l'église Saint-Michel de La Turbie. Le dessin final de la place Garibaldi à Nice lui est attribué.
Il a introduit l'architecture néoclassique dans le comté de Nice.

## Réalisations
- Chapelle Sainte-Croix de Nice
- Chapelle du Saint-Sépulcre de Nice
- Église Notre-Dame-de-l'Assomption d'Èze
- Église Saint-Étienne de Saint-Étienne-de-Tinée
- Église Saint-Michel de La Turbie
- Place Garibaldi (dessin final)

## Famille Spinelli
- Anselme Spinelli, maître maçon et maître d'œuvre originaire de Muggio, près de Lugano, dans le Tessin. Il émigre à Nice, au début du XVIIIe siècle et se marie avec Anna Maria Bossa. De ce mariage naquit six enfants dont Innocenzo Antonio[5]. On lui a attribué la nouvelle synagogue, construite en 1733, et le nouvel évêché de Nice après la destruction de 1750[4],[7].
- Bernardo Spinelli, 1er quart du XVIIIe siècle. Probablement un parent du précédent. On lui attribue la tour de l'horloge (1718-1720) construite pour la ville de Nice[8]. Il est aussi connu sous le nom de Bernardo Spinetta[5].
- Domenico Spinelli. Il intervient avec Bernardo sur la tour de l'horloge. Il semble donc peu probable qu'il soit le fils d'Anselme Spinelli, probablement un parent[9].
- Domenico Spinelli, fils d'Anselme Spinelli, frère d'Antonio (Antoine) Spinelli. Maître d'œuvre, il fait les plans pour un canal d'amenée d'eau à Nice, en 1772[10].